# Liste der Mitglieder der American Academy of Arts and Sciences/1921
Im Jahr 1921 wählte die American Academy of Arts and Sciences 64 Personen zu ihren Mitgliedern.

## Neu gewählte Mitglieder
- Charles Greeley Abbot (1872–1973)
- Wilbur Cortez Abbott (1869–1947)
- Irving Babbitt (1865–1933)
- Samuel Jackson Barnett (1873–1956)
- John Spencer Bassett (1867–1928)
- Edward Wilber Berry (1875–1945)
- Norman Levi Bowen (1887–1956)
- John Casper Branner (1850–1922)
- Carl Darling Buck (1866–1955)
- Florian Cajori (1859–1930)
- Charles Macfie Campbell (1876–1943)
- Leslie Lyle Campbell (1863–1964)
- Rufus Cole (1872–1966)
- Frederick Shepherd Converse (1871–1940)
- Arthur Powell Davis (1861–1933)
- Clive Day (1871–1951)
- William Frederick Durand (1859–1958)
- Rollins Adams Emerson (1873–1947)
- William Emerson (1873–1957)
- Frank Edgar Farley (1868–1943)
- Max Farrand (1869–1945)
- William Scott Ferguson (1875–1954)
- Edward Curtis Franklin (1862–1937)
- Paul Revere Frothingham (1864–1926)
- Godfrey Harold Hardy (1877–1947)
- Ross Granville Harrison (1870–1959)
- William Ernest Hocking (1873–1966)
- William Henry Howell (1860–1945)
- William Jackson Humphreys (1862–1949)
- Eugene Xavier Louis Henri Hyvernat (1858–1941)
- Frederic Eugene Ives (1856–1937)
- Charles Francis Jenney (1860–1923)
- Arthur Keith (1864–1944)
- Oliver Dimon Kellogg (1878–1932)
- James Furman Kemp (1859–1926)
- Frederick Lawton (1852–1941)
- Jacob Goodale Lipman (1874–1939)
- Charles Martin Tornov Loeffler (1861–1935)
- John Livingston Lowes (1867–1945)
- Charles Donagh Maginnis (1867–1955)
- Charles Thomas Main (1856–1943)
- William James Mayo (1861–1939)
- John Campbell Merriam (1869–1945)
- Elmer Drew Merrill (1876–1956)
- Gerrit Smith Miller (1869–1956)
- Gustaaf Adolph Frederick Molengraaff (1860–1942)
- William Patten (1861–1932)
- Francis Weld Peabody (1881–1927)
- William Lyon Phelps (1865–1943)
- Henry Augustus Pilsbry (1862–1957)
- Charles Vancouver Piper (1867–1926)
- Chandler Rathfon Post (1881–1959)
- Henry Norris Russell (1877–1957)
- Frank Schlesinger (1871–1943)
- Austin Wakeman Scott (1884–1981)
- Joel Stebbins (1878–1966)
- Charles Wardell Stiles (1867–1941)
- William Sydney Thayer (1864–1932)
- Hugo de Vries (1848–1935)
- Charles Howard Walker (1857–1936)
- John Warren (1874–1928)
- David White (1862–1935)
- Arthur Winslow (1860–1938)
- Allyn Abbott Young (1876–1929)